# Никола Паймаков
Никола Талев Паймаков (на английски: Nicola Taleff Paymakoff) е български общественик и революционер, деец на Вътрешната македоно-одринска революционна организация.

## Биография
Никола Паймаков е роден в 1888 година в прилепското село Плетвар, тогава в Османската империя, днес в Северна Македония. Присъединява се към ВМОРО и върши куриерска работа. През 1905 година емигрира в САЩ, през 1912 година се връща в Македония и се жени за съпругата си Стефка от Прилеп и през 1913 година се установяват за постоянно в Стийлтън, Пенсилвания. Семейството има три деца - Крум, Свободка и Пенка. Никола и Стефка Паймакови са активни членове на МПО „Прилеп“ и на македоно-българската църква „Благовещение Богородично“, Стийлтън. Умира в 1973 година.